# Scaphyglottis imbricata
Scaphyglottis imbricata là một loài lan được tìm thấy từ México đến bắc và tây Nam Mỹ.